# 力波啤酒
力波啤酒是中華人民共和國上海市已不存在的一個啤酒品牌。名字源自英文啤酒“BEER”倒写的“REEB”，音译“力波”。

## 歷史
1980年代初，上海境內只有上海啤酒廠和华光啤酒厂，無法滿足上海市民喝啤酒的需求。1982年，中华人民共和国国家计划委员会发文批准益民啤酒厂项目立項。1985年，益民啤酒厂開工。1987年，益民啤酒厂落成。同年8月7日，力波啤酒正式推出。
1988年，亞洲太平洋釀酒公司（喜力與星獅集團的合資品牌）、上海益民啤酒廠、上海冠生園和泰國正大集團合資成立上海民樂啤酒飲料有限公司，負責生產力波啤酒和虎牌啤酒。力波啤酒廠在倒閉前共生产15亿瓶力波啤酒。力波啤酒曾推出廣告歌曲《喜欢上海的理由》。2006年至2010年，力波啤酒不敵其他啤酒品牌的競爭，市场占有率减少，生产规模降低。2011年，华润雪花從喜力亚太手中收購力波啤酒生產商上海亚太啤酒100%的股权。2016年底，力波啤酒正式停產。2021年5月，位於上海市闵行区梅陇镇的力波啤酒厂原址上更新再造的30万平方米上海·力波产业园区项目一期向公众开放。該產業園區內有力波1987精酿体验馆。